# Banjaroyo
Banjaroyo is een bestuurslaag in het regentschap Kulon Progo van de provincie Jogjakarta, Indonesië. Banjaroyo telt 7520 inwoners (volkstelling 2010).